# 泉州公交K902路
泉州公交K902路是中华人民共和国泉州市境内的一条公共交通线路，原名802路，全程38.8公里。起讫点为海峡体育中心首末站至石狮服装城客运站，运营时间为海峡体育中心首末站：5:30-18:50；石狮服装城客运站：7:15-20:30

## 历史
- 1984年6月，泉州市公交公司（公交集团前身）开通泉州-石狮专线。初期运营区间为体育场-石狮车站。初期使用车辆为2部单机大客车
- 1989年，因中山路、东街实行大客车禁行的禁令，该专线由体育场缩线至温陵公交站始发终到
- 1990年，泉州-石狮专线班次密度增至每日12班（约合1-2小时一班）
- 1995年，泉州公交将泉州-石狮专线经营权转交于泉州市汽车运输总公司，同时，车辆由大客车更换为小巴。自1995年起至2006年，泉州公交无运营任何至石狮市境内的公交线路
- 2006年8月8日，泉州市市政公用事业局启动泉州-石狮特许经营公交招标前期工作[1]
- 2006年8月18日，泉州公交发展有限公司（公交集团前身）以159.6万元人民币的最高报价获得该线路特许经营权[2]
- 2006年10月25日，泉州公交购置的38部亚星JS6101G2H型空调柴油客车于泉州公交江南场站交付[3]
- 2006年11月1日，802路（现K902路）正式开通。初期运营区间为丰泽公交站-石狮服装城。初期票价为¥4.5/人。使用车辆为20部亚星JS6101G2H型空调柴油客车[4][5]
- 2007年1月17日，因泉州大桥整修完毕，802路恢复途径泉州大桥[6]
- 2007年8月1日，802路自丰泽公交站，沿刺桐北路延伸至侨乡体育馆始发终到[7]
- 2007年12月10日，因泉州大桥北桥头实施单向循环，802路往石狮服装城改为途径宝洲街、田安南路、泉秀街、温陵南路至泉州大桥后原线行驶，而往侨乡体育馆方向则相反[8]
- 2011年2月，802路启用泉通卡刷卡支付功能[9]
- 2011年11月23日，因坪山路辅道管道施工需要，802路双向改道途径津淮高架桥，取消途径坪山路辅路[10]
- 2012年1月1日，802路更换为25部申龙SLK6105UF63型空调柴油客车[11]
- 2012年2月28日，802路取消途径津淮高架桥，改为途径坪山路辅路行驶[12]
- 2012年7月1日，因世纪大道拓宽改造需要，802路取消途径世纪大道竹园小区至福璟花园段，改为途径双龙路、梅岭路、长兴路至南区中学站后原线行驶
- 2012年7月8日，因泉州大桥北桥头取消道路单行限制，802路取消途径田安南路、泉秀街、温陵南路，改为双向途径宝洲街[13]
- 2012年10月，802路所属公司由一分公司（现江南公司）转入四分公司（现城东公司）管辖，并增加自22路退下的5部福达FZ6890UF3G3型柴油空调公交车
- 2012年11月1日，802路启用无人售票制度[14]
- 2012年12月15日，因世纪大道拓宽改造结束，802路恢复途径全段世纪大道[15]
- 2013年10月15日，802路取消侨乡体育馆站，改为途径东湖街、城华南路、通源街、东辅路至海峡体育中心西门始发终到，同时，票价调整为全程¥5.0/人[16]
- 2014年3月27日，因北迎宾大道拓宽改造的需要，802路取消途径城华南路、通源街，改为途径坪山路、大坪山隧道、安吉路、北山路至东辅路后原线行驶[17]
- 2015年1月25日，应泉州市交通委关于《环泉州湾公交发展规划》的要求，泉州公交发展有限公司将802路更名为K902路[18]
- 2015年7月6日，因北迎宾大道拓宽改造完成，K902（原802路）恢复途径城华南路、通源街，取消途径坪山路、大坪山隧道、安吉路、北山路[19]
- 2015年12月，K902路接手并增加自24路、26路、601路退下的共计10部福达FZ6890UF3G3，总配车数达到40部
- 2016年1月，受K503路特许经营到期停运的影响[20]，泉州公交抽调K902路6部SLK6105UF63加入开通群青村--后见村临时接驳专线
- 2016年3月，K503路恢复运营，台投公司停开群青村-后见村接驳线，并归还K902路6部SLK6105UF63
- 2016年6月，为给K503路扩充运能，调拨K902路3部FZ6890UF3G3至K503路，自此K902路配车数降至37部
- 2017年4月，因更换55路车型的需要，调拨K902路3部FZ6890UF3G3至55路，自此K902路配车数降至34部
- 2017年12月28日，K902路更换为66部金旅XML6855JEVW0C型纯电动空调巴士[21]
- 2018年10月，K902路增加1部大金龙XMQ6802AGBEVL2型空调电动巴士
- 2018年12月12日，因K202路更换车型的需要，城东公司抽调K902路20部XML6855JEVW0C至K202路，K902路配车数降为47部
- 2019年7月1日，海峡体育中心-石狮服装城定制快线（临8路）开通，初期运营时间为海峡体育中心首末站6:30-19:00、石狮服装城7:20-17:40。票价与K902路本线相同，初期使用车辆为8部金旅XML6855JEVW0C。[22]
- 2019年8月9日，因圣墓站离东湖刺桐路口过近导致左转困难，自该日起K902路往石狮服装城方向单边取消停靠圣墓站。[23]
- 2020年1月15日，受外来司机春节返乡，运营效果不佳等因素影响。石狮定制快线自该日起停止运营，所属8部XML6855JEVW0C全数归还K902路本线。
- 2020年1月27日，为配合石狮市交通局关于新型冠状病毒肺炎防控要求。K902路自当日6:00起暂停运行至2月17日。[24]
- 2020年2月18日，K902路恢复运营。
- 2021年1月2日，K902路接手并增加自K205路退下的12部XML6855JEVW0C，配车数增加至50部
- 2021年10月13日，因泉州大桥加固施工封闭半幅车道，K902路往石狮服装城方向临时取消途径宝洲街西段、泉州大桥、华洲家装市场、华洲。单向改为途径田安路南段、田安大桥、池峰路东段至安踏鞋业后原线行驶，其余不变。[25]
- 2022年1月11日，泉州大桥恢复双向通车，K902路自该日起取消途径田安路南段、田安大桥、池峰路东段，双向恢复途径宝洲街西段、泉州大桥、华洲家装市场、华洲。[26]
- 2022年3月15日，因疫情防控工作需要，K902路自该日起再次暂停运营至4月21日。[27]
- 2022年4月22日，K902路再次恢复运营。[28]
- 2022年8月5日，K902路自该日起取消停靠仕公岭站。同日，因泉州东站将于兴泉铁路通车后拆除，原火车东站更名为黄林新村站。[29]
- 2022年12月30日，自该日起K902路往石狮服装城单向增停蓬莱路口站。同日，因丰泽区行政服务中心、行政执法局等已搬离原址，原丰泽区行政服务中心更名为妙云街口站，行政执法局更名为雅园路口站。[30]
- 2023年4月29日，受K205路车辆更换影响，K902路划拨2部XMQ6802AGBEVL2、1部XML6855JEVW0C至K205路。同日，K902路上线3部中车时代TEG6105BEV11型空调电动巴士。
- 2023年5月25日，K902路再次更换3部TEG6105BEV11，配车数降为37部。
- 2023年12月7日，因世纪大道石鼓路口灯控启用，晋江万达广场站东侧站点拆除。K902路自该日起往海峡体育中心首末站方向取消停靠晋江万达广场站，并改为以凤竹纺织站为上行方向票价分段点。[31]
- 2024年12月，因东海公司车辆更换需要，城东公司划拨K902路7部XML6855JEVW0C至6路、K8路，配车数由37部降为30部。
- 2024年12月31日，K902路更换8部大金龙XMQ6106AGBEVL37型空调电动巴士，原配6部TEG6105BEV11归还K608路，配车数增加至32部。

## 站点
| 路线 | 路线 | 路线 | 所在地区、街道 | 所在地区、街道          | 站点名             | 备注                        |
| ---- | ---- | ---- | -------------- | ----------------------- | ------------------ | --------------------------- |
|      |      |      | 丰泽区         | 东辅路                  | 海峡体育中心首末站 | 起讫站                      |
|      |      |      | 丰泽区         | 东辅路                  | 东辅路北段         | 原名 喜盈门                 |
|      |      |      | 丰泽区         | 通源街                  | 东方花园城         |                             |
|      |      |      | 丰泽区         | 城华南路 （北迎宾大道） | 黄林新村           | 原名 火车东站               |
|      |      |      | 丰泽区         | 城华南路 （北迎宾大道） | 明日广场           | 分段点                      |
|      |      |      | 丰泽区         | 城华南路 （北迎宾大道） | 蓬莱路口           | ↓                           |
|      |      |      | 丰泽区         | 东湖街                  | 坪山路口           |                             |
|      |      |      | 丰泽区         | 东湖街                  | 圣墓               | ↑                           |
|      |      |      | 丰泽区         | 刺桐北路                | 人才大厦（↓）      | 线务局（↑）                 |
|      |      |      | 丰泽区         | 刺桐北路                | 湖心街口（↓）      | 国税局（↑）                 |
|      |      |      | 丰泽区         | 丰泽街                  | 人民医院           | 人民保险                    |
|      |      |      | 丰泽区         | 丰泽街                  | 公交大厦           |                             |
|      |      |      | 丰泽区         | 坪山路                  | 云谷山兜           |                             |
|      |      |      | 丰泽区         | 坪山路                  | 泉州农校           |                             |
|      |      |      | 丰泽区         | 坪山路                  | 云谷工业区         |                             |
|      |      |      | 丰泽区         | 坪山路                  | 妙云街口           | 原名 丰泽区行政服务中心     |
|      |      |      | 丰泽区         | 坪山路                  | 客运中心站东门     |                             |
|      |      |      | 丰泽区         | 坪山路                  | 坪山路南段         |                             |
|      |      |      | 丰泽区         | 坪山路                  | 宝洲街口           | 原名 丰泽客运站             |
|      |      |      | 丰泽区         | 宝洲街                  | 雅园路口           | 原名 行政执法局             |
|      |      |      | 丰泽区         | 宝洲街                  | 宝洲街中段         |                             |
|      |      |      | 丰泽区         | 宝洲街                  | 浦西村口           |                             |
|      |      |      | 丰泽区         | 宝洲街                  | 东南医院           |                             |
|      |      |      | 丰泽区         | 宝洲街                  | 宝洲街西段         | 分段点 原名 宏昌宾馆        |
|      |      |      | 晋江市         | 泉安北路                | 华洲家装市场       | 原名 华洲                   |
|      |      |      | 晋江市         | 泉安北路                | 华洲               | 原名 华洲水果市场           |
|      |      |      | 晋江市         | 泉安北路                | 安踏鞋业           | 原名 安踏                   |
|      |      |      | 晋江市         | 泉安北路                | 东山               |                             |
|      |      |      | 晋江市         | 泉安北路                | 浯潭               |                             |
|      |      |      | 晋江市         | 泉安北路                | 池店               |                             |
|      |      |      | 晋江市         | 泉安北路                | 新店               | ↓                           |
|      |      |      | 晋江市         | 世纪大道                | 绿洲公园           |                             |
|      |      |      | 晋江市         | 世纪大道                | 汇景小区           |                             |
|      |      |      | 晋江市         | 世纪大道                | 世茂御龙湾         |                             |
|      |      |      | 晋江市         | 世纪大道                | 荣誉酒店           |                             |
|      |      |      | 晋江市         | 世纪大道                | 凤竹纺织           | 分段点(↑)                   |
|      |      |      | 晋江市         | 世纪大道                | 晋江万达广场       | 分段点(↓) 原名 梅岭工业区   |
|      |      |      | 晋江市         | 世纪大道                | 锦绣小区           |                             |
|      |      |      | 晋江市         | 世纪大道                | 晋江财政局         |                             |
|      |      |      | 晋江市         | 世纪大道                | 晋江体育馆         |                             |
|      |      |      | 晋江市         | 世纪大道                | 宝龙广场           |                             |
|      |      |      | 晋江市         | 世纪大道                | 晋江实验中学       | 原名 南区中学               |
|      |      |      | 晋江市         | 世纪大道                | 晋江博物馆         |                             |
|      |      |      | 晋江市         | 世纪大道                | 审批中心           | 原名 晋江图书馆             |
|      |      |      | 晋江市         | 世纪大道                | 罗裳               |                             |
|      |      |      | 晋江市         | 福兴路                  | 晋江行政中心路口   |                             |
|      |      |      | 晋江市         | 福兴路                  | 百宏小区           |                             |
|      |      |      | 晋江市         | 福兴路                  | SM天桥             | 原名 福埔                   |
|      |      |      | 晋江市         | 福兴路                  | SM广场             | 分段点 华泰小区             |
|      |      |      | 晋江市         | 福兴路                  | 梧桐               |                             |
|      |      |      | 晋江市         | 福兴路                  | 晋江交警车管所     | 原名 晋江交警四中队、三中队 |
|      |      |      | 晋江市         | 福兴路                  | 芯智造产业园       | 原名 冠科科技园             |
|      |      |      | 晋江市         | 福兴路                  | 后林               |                             |
|      |      |      | 晋江市         | 福兴路                  | 后洋盈众           | 原名 后洋                   |
|      |      |      | 晋江市         | 福兴路                  | 新侨中学           |                             |
|      |      |      | 晋江市         | 福兴路                  | 新塘街道           |                             |
|      |      |      | 晋江市         | 石泉路                  | 瑞鹊               |                             |
|      |      |      | 晋江市         | 石泉路                  | 海狮游泳馆         | 原名 海狮游泳会所（前曾）   |
|      |      |      | 晋江市         | 石泉路                  | 荆山               |                             |
|      |      |      | 石狮市         | 石泉路                  | 塔前汽车站         |                             |
|      |      |      | 石狮市         | 石泉路                  | 狮标               | ↑                           |
|      |      |      | 石狮市         | 南洋路                  | 狮标               | ↓                           |
|      |      |      | 石狮市         | 南洋路                  | 文创园             | 原名 中行大厦               |
|      |      |      | 石狮市         | 南洋路                  | 富丰商城           |                             |
|      |      |      | 石狮市         | 南洋路                  | 塘园村委会         |                             |
|      |      |      | 石狮市         | 南洋路                  | 轻纺城             | 原名 石狮服装城北区         |
|      |      |      | 石狮市         | 南洋路                  | 石狮服装城南区     |                             |
|      |      |      | 石狮市         | 南洋路                  | 石狮服装城客运站   | 起讫站                      |

## 票价
K902路为分段计价，全程票价¥5.0。其中：
- 海峡体育中心首末站至明日广场：1元/人
- 明日广场至宝洲街西段：1元/人
- 宝洲街西段至晋江万达广场 / 凤竹纺织：1元/人
- 晋江万达广场 / 凤竹纺织至华泰小区：1元/人
- 华泰小区至石狮服装城：1.5元/人
- 泉通卡普通卡9折，月票卡优惠无效。敬老卡、爱心卡有效
- 可使用泉城通APP及支付宝、云闪付、微信乘车码支付

## 配车
K902路配车数总计37部，其中：
- 金旅XML6855JEVW0C 27部
- 大金龙XMQ6106AGBEVL37 8部
- 中车时代TEG6105BEV11  2部

- 亚星JS6101G2H
（2006.11 - 2011.12）
- 申龙SLK6105UF63
（2011.12 - 2017.12）
- 福达FZ6890UF3G3
（2012.10 - 2017.12）
- 金旅XML6855JEVW0C
（2017.12 - ）
- 大金龙XMQ6802AGBEVL2
（2018.10 - 2023.4）
- 中车时代TEG6105BEV11
（2023.4 - 2024.12 / 2025.4 - ）
- 大金龙XMQ6106AGBEVL37
（2024.12 - ）
- 金旅XML6855JEVW0C
（2019.7 - 2020.1，定制快线）

## 相关
- 泉州公交线路列表